# みちよ
みちよ（1979年4月6日 - ）は、日本の元歌手、元シンガーソングライター。旧芸名は平家 みちよ（へいけ みちよ）。大阪府生まれの三重県名張市育ち。血液型はB型。『ASAYAN』で選抜された、ハロー!プロジェクトの最初の歌手でもある。

## 略歴
三重県立名張西高等学校卒業。1997年、「ASAYAN」（テレビ東京）で行われた「シャ乱Q女性ロックボーカリストオーディション」のグランプリ獲得をきっかけに芸能界入り。後に結成されるモーニング娘。らと共にハロー!プロジェクト在籍アーティストとして活動した。
1997年11月5日、シャ乱Qプロデュースのシングル「GET」でワーナーミュージック・ジャパンからデビュー。オリコンチャート最高位は24位。翌6日に日本武道館でデビューイベントを開催。
2002年11月にハロー!プロジェクトを卒業。卒業ライブは東京都、大阪府、栃木県で行なわれた。
2004年3月に、アーティスト名を「みちよ」と改名し、インディーズレーベルより全曲作詞・作曲を手がけた1stアルバム「JECICA」を発売。シンガーソングライターとして再デビューした。以降「恋水姫」「Fantasia」計3枚のアルバムとシングル「unaffected」をリリース。
2007年3月22日、自身の公式サイトにて結婚と妊娠を発表。11月1日に自身の公式サイトにて女児の出産を発表した。2012年10月13日第二子となる男児を出産。同年12月28日公式サイトにて2008年に行われたライブのリハーサル中に体調を崩したことにより、長期間音楽活動を休養せざるを得なかったこと、並びに現在は完治はしていないものの、回復傾向にあることを報告した。
2013年12月31日、ハロプロ初のカウントダウンライブ公演『Hello! Project COUNTDOWN PARTY 2013 〜 GOOD BYE & HELLO! 〜』に出演し、過去に活動を共にした「メロン記念日」や「太陽とシスコムーン」らと共演した。
2020年11月20日、Michiyo名義でシングル「Luminous」をTuneCore Japanより配信。
2021年7月10日、自身のInstagramにて引退を発表した。

## 作品

### シングル
- 平家みちよ名義
  1. GET （1997年11月5日）
  2. 卒業 〜TOP OF THE WORLD〜 （1998年2月15日）
  3. ダイキライ （1998年7月1日）
  4. だけど 愛しすぎて （1998年10月25日）
  5. アナタの夢になりたい （1999年2月10日）
  6. scene （1999年7月28日）
  7. ワンルーム夏の恋物語 （2000年5月17日）
  8. 愛の力 （2000年8月9日）
  9. 結局 Bye Bye Bye （2001年2月7日）
  10. プロポーズ （2001年11月7日）
  11. ムラサキシキブ（2002年6月5日）

- みちよ名義
  1. 嵐・RUN・乱（ライブ会場・イベント会場限定販売）
  2. unaffected （2005年12月9日）

- Michiyo名義
  1. Luminous（2020年11月20日）※配信

### アルバム
- 平家みちよ名義
  1. Teenage Dream （1998年3月25日）
  2. For ourself 〜Single History〜 （2000年9月13日）
- モーニング娘。とのジョイント
  1. モーニング刑事。〜抱いてHOLD ON ME!〜（1998年9月30日）
- みちよ名義
  1. JECICA （2004年3月3日）
  2. 恋水姫 （2005年2月28日）
  3. Fantasia （2006年7月25日）

### 映像作品
1. Sweets of JECICA （2004年9月30日）
2. Luminous（2021年4月9日）※配信

## 出演

### テレビ
- 太陽娘と海 （テレビ東京、1998年4月7日 - 6月30日） - 主演
- ワイン娘恋物語 （テレビ東京、1998年10月2日 - 1999年2月18日）
- アイドルをさがせ! （テレビ東京、1999年1月5日 - 12月28日 *番組終了は2002年3月26日）
- モーニング娘。のへそ （テレビ東京、2000年1月4日 - 3月29日 *番組終了は2000年9月29日）
- ハロー!モーニング。（テレビ東京）
- テレビ東京系深夜・ミニ帯番組 シリーズ
  - 美・少女日記、美・少女日記2 （テレビ東京『少女日記』内ミニドラマ、2000年10月2日 - 2001年3月30日）
  - 美少女教育 （テレビ東京、2001年4月2日 - 9月28日）
  - 新・美少女日記 （テレビ東京、2001年10月1日 - 2002年3月29日）
- UTAGE!（TBS、2015年5月4日）
- しくじり先生 俺みたいになるな!! （テレビ朝日、2015年4月20日）[6][7]

### ラジオ
- サウンドプラネット （RADIO BERRY 1998年4月3日 - 2002年9月27日・2008年12月3日）
- 平家みちよ Teenage Beat! （FM三重 1998年10月4日 - 1999年3月28日）
- 平家みちよ ウィークエンドランデヴー （FM三重 1999年4月3日 - 2001年9月30日）
- 平家みちよのどちらまで （文化放送 2001年1月 - 2002年3月）
- ヘッチャラ平家★よろしくヨッスィー （CBCラジオ 2001年10月6日 - 2002年10月5日）
- ヤンタンMUSIC MAX （MBSラジオ）

### 映画
- モーニング刑事。抱いてHOLD ON ME! （1998年公開、東映）

### ミュージカル
- LOVEセンチュリー -夢はみなけりゃ始まらない- （2001年5月3日 - 27日　モーニング娘。主演）

### コンサート・ライブ
- 平家みちよ・モーニング娘。ファーストコンサート「HELLO!」 （1998年7月12日 - 27日 全3都市、5公演）
- モーニング娘。・平家みちよ「モーニング刑事。抱いて HOLD ON ME!」映画上映・撮影会・ミニライブ・握手会ツアー （1998年8月 - 11月 全12都市、16公演）
- モーニング娘。・平家みちよ学園祭「モーニング刑事。抱いて HOLD ON ME!」映画上映・ミニライブ （1998年10月 - 11月 全4大学、4公演）
- 平家みちよ「卒業メモリアルライブ」 （2002年11月1日 - 7日）
- 「JECICA"発売記念・東阪ツアー'04」 （2004年4月6日 - 11日）
- 「恋水姫"発売記念・東阪ツアー'05」 （2005年3月26日 - 4月2日）
- みちよ Tour 2005 『unaffected』 （2005年11月14日 - 30日）
- Hello! Project COUNTDOWN PARTY 2013 〜GOOD BYE & HELLO!〜（2013年12月31日、中野サンプラザ）[8]